# 卢瓦尔河畔皮埃尔菲特
卢瓦尔河畔皮耶尔菲特（法語：Pierrefitte-sur-Loire，法語發音：[pjɛʁfit syʁ lwaʁ]）是法国阿列省的一个市镇，位于该省东部，属于穆兰区。

## 地理
卢瓦尔河畔皮埃尔菲特（46°30'23"N, 3°48'58"E）面积25.36 平方千米，位于法国奥弗涅-罗讷-阿尔卑斯大区阿列省，该省份为法国中部省份，北起涅夫勒省、西北接谢尔省，西南至克勒兹省，南至多姆山省，东南临卢瓦尔省，东临索恩-卢瓦尔省。
与卢瓦尔河畔皮埃尔菲特接壤的市镇（或旧市镇、城区）包括：库朗日、迪乌、鲁东河畔萨利尼、卢瓦尔河畔日利、卢瓦尔河畔佩里尼。

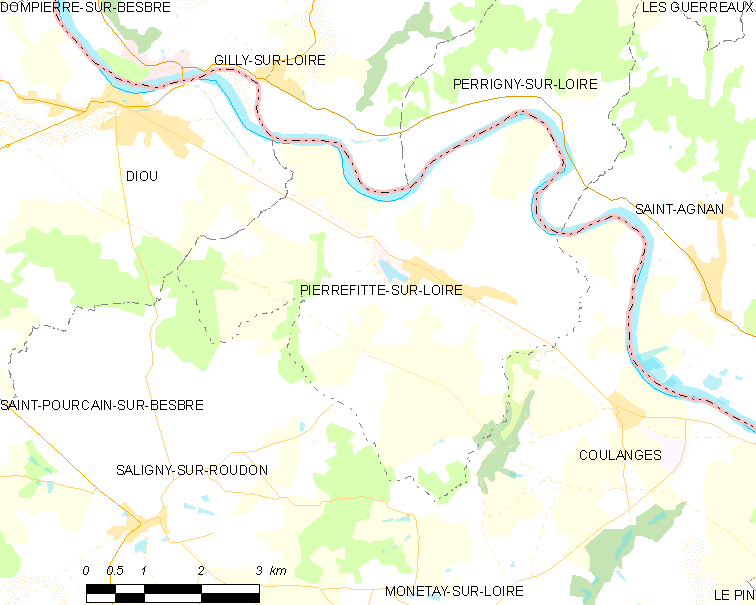
卢瓦尔河畔皮埃尔菲特的OSM定位图

卢瓦尔河畔皮埃尔菲特的时区为UTC+01:00、UTC+02:00（夏令时）。

## 行政
卢瓦尔河畔皮埃尔菲特的邮政编码为03470，INSEE市镇编码为03207。

## 政治
卢瓦尔河畔皮埃尔菲特所属的省级选区为贝布尔河畔栋皮埃尔县。

## 人口

1962-2008年间卢瓦尔河畔皮埃尔菲特人口变化图示

卢瓦尔河畔皮埃尔菲特于2022年1月1日时的人口数量为509人。